# André de la Porte
André de la Porte is de naam van een Nederlands geslacht, dat oorspronkelijk afkomstig is uit Frankrijk. Van de verste bekende voorouders is bekend dat ze begin zeventiende eeuw in Manosque woonden, een klein stadje in de buurt van Aix-en-Provence.
De Nederlandse tak van deze familie André stamt af van de kleinzoon van Joseph André (Manosque, 1647-Hesdin, 1717). Joseph was poorter van Hesdin en schepen in die plaats. Zijn kleinzoon Joseph Dominique André de la Porte (Hesdin, 1725-Zutphen, 1811), die tot priester gewijd was, verhuisde in 1750 naar Den Haag, waar hij huisleraar Frans werd. Hij was lid van de Waalse Gemeente in Den Haag. In 1754 vestigde hij zich in Zutphen waar hij een Frans instituut exploiteerde. Hij trouwde in 1759 met Gualthera Mechtelina Helena Knippenburg (1735-1799) en samen hadden ze zes kinderen.
Hun zoon Anthony Engelbert (Zutphen, 1767- Elst, 1805), zette de familie voort. Hij was predikant te Elst. Zijn eerste vrouw Maria Elisabeth Bussingh overleed in 1794. Uit het tweede huwelijk met Jacoba van de Wall (Arnhem, 1771- aldaar, 1845) werden zes kinderen geboren waarvan er één jong is overleden.
In 1915 werd het geslacht opgenomen in het genealogische naslagwerk Nederland's Patriciaat; een hernieuwde opname volgde in 1963.

## Telgen van dit geslacht (selectie)
Sommige leden van dit geslacht hebben op maatschappelijk gebied hun sporen nagelaten. Zo richtte Gillis André de la Porte (1800-1869) de Arnhemse Verzekerings Maatschappij op. Ook was hij lid van de gemeenteraad van Arnhem. Gilles André de la Porte (1866-1950) was advocaat-generaal en procureur-generaal te Batavia. Na zijn terugkeer in Nederland werd hij hoogleraar te Leiden in het Indisch privaat- en strafrecht. Daniel Constantin Mari André de la Porte maakte carrière in het leger. Hij was directeur van het Remontewezen bij de bereden artillerie. Hij beëindigde zijn loopbaan als titulair generaal-majoor. 
Geslachten die opgenomen zijn in het sinds 1910 verschijnende genealogische naslagwerk Nederland's Patriciaat. Lijst volgens opgave van het CBG Centrum voor familiegeschiedenis.
A · B · C · D · E · F · G · H · I · J · K · L · M · N · O · P · Q · R · S · T · U · V · W · Y · Z